# Phanerotoma lissonota
Phanerotoma lissonota är en stekelart som beskrevs av Vladimir Ivanovich Tobias 1972. Phanerotoma lissonota ingår i släktet Phanerotoma och familjen bracksteklar. Inga underarter finns listade i Catalogue of Life.